# Todirostre bridé
Todirostrum chrysocrotaphum
Espèce
Statut de conservation UICN

 LC  : Préoccupation mineure
Le Todirostre bridé (Todirostrum chrysocrotaphum), aussi appelé  Todirostre à sourcils, est une espèce de passereaux de la famille des Tyrannidés.

## Sous-espèces
Cet oiseau est représenté par cinq sous-espèces selon la classification de référence du Congrès ornithologique international (version 9.1, 2019) :
- Todirostrum chrysocrotaphum guttatum Pelzeln, 1868 : du sud-est de la Colombie au nord-est du Pérou, à l'extrême sud-ouest du Venezuela et au nord-ouest du Brésil ;
- Todirostrum chrysocrotaphum neglectum Carriker, 1932 : de l'est du Pérou au nord de la Bolivie et au sud-ouest du Brésil ;
- Todirostrum chrysocrotaphum chrysocrotaphum Strickland, 1850 : est du Pérou (au sud du Río Marañón) et ouest de l'Amazonie brésilienne ;
- Todirostrum chrysocrotaphum simile Zimmer, JT, 1940 : nord-est du Brésil (le long du cours inférieur du Rio Tapajós, à l'ouest du Pará) ;
- Todirostrum chrysocrotaphum illigeri (Cabanis & Heine, 1860) : nord-est du Brésil (le long du Rio Tapajós, de l'ouest du Pará au nord du Maranhão)>.